# 뤄하이충
뤄하이충(중국어: 罗海琼, 병음: Luó Hǎiqióng, 한자음: 라해경, 1973년 8월 10일 ~ )은 중화인민공화국의 배우이다.
간쑤성 란저우시에서 태어났다.

## 방송
- 렵장
- 한동
- 착복
- 차창
- 대송제형관 1

## 영화
- 착복 (2015년)
- 한동 (2013년)
- 쉬즈 더 원 (2008년)